# Filmografia Zwariowanych melodii (lata 60.)
Filmografia Zwariowanych melodii z lat 1960–1969

## 1960
| Nr   | Tytuł oryginalny              | Tytuł polski                | Seria           | Reżyser         | Postacie                          | Data premiery        | Dostępność VHS i DVD                                                                                     | Uwagi |
| ---- | ----------------------------- | --------------------------- | --------------- | --------------- | --------------------------------- | -------------------- | --- | --- |
| 856. | Fastest with the Mostest      | Kto pod kim dołki kopie     | Looney Tunes    | Chuck Jones     | Wiluś E. Kojot i Struś Pędziwiatr | 9 stycznia 1960      | | Ostatnia kreskówka z prawem zastrzeżonym przez Vitaphone Corp. |
| 857. | West of the Pesos             | Na zachód od Pecos          | Merrie Melodies | Robert McKimson | Speedy Gonzales, Sylwester        | 23 stycznia 1960     | | |
| 858. | Horse Hare                    |                             | Looney Tunes    | Friz Freleng    | Królik Bugs, Yosemite Sam         | 13 lutego 1960       | | Sequel do kreskówki Tom Tom Tomcat z 1953 r. |
| 859. | Wild Wild World               | Z prehistorią na ty         | Merrie Melodies | Robert McKimson |                                   | 27 lutego 1960       | | |
| 860. | Goldimouse and the Three Cats | Złotowłosa mysz i trzy koty | Looney Tunes    | Friz Freleng    | Sylvester, Sylvester Jr.          | 19 marca 1960        | | |
| 861. | Person To Bunny               | Wywiad z królikiem          | Merrie Melodies | Friz Freleng    | Bugs, Kaczor Daffy, Elmer Fudd    | 2 kwietnia 1960      | Gwiazdy Space Jam: Kaczor Daffy, Jak ból głowy trafił Kaczora Daffy (lektor, Twarzą w twarz z królikiem) | Ostatnia kreskówka, w której głosu Elmerowi użyczał Arthur Q. Bryan w wersji angielskiej. Ostatnia kreskówka z Bugsem i Elmerem razem oraz z Daffy'm i Elmerem razem. Taki sam tytuł posiada stara polska wersja dubbingowa. |
| 862. | Who Scent You?                | To cię wyczuje              | Looney Tunes    | Chuck Jones     | Pepé Le Swąd, Kotka Penelopa      | 23 kwietnia 1960     | | |
| 863. | Hyde and Go Tweet             | Tweety w skórze Hyde’a      | Merrie Melodies | Friz Freleng    | Sylwester, Kanarek Tweety         | 14 maja 1960         | Kot Sylwester i ptaszek Świergotek (lektor, Doktor Świergotek i pan Hyde)                                | |
| 864. | Rabbit’s Feat                 |                             | Looney Tunes    | Chuck Jones     | Bugs, Wiluś E.                    | 4 czerwca 1960       | | Ostatnia kreskówka, do której scenariusz pisał Michael Maltese (według produkcji, niewymieniony w napisach). |
| 865. | Crockett-Doodle-Do            | Skaut Du-Dy-Du              | Merrie Melodies | Robert McKimson | Kurak                             | 25 czerwca 1960      | | |
| 866. | Mouse and Garden              | Mysz i ogród                | Looney Tunes    | Friz Freleng    | Sylwester                         | 16 lipca 1960        | | |
| 867. | Ready, Woolen and Able        | Zwarte, puszyste i gotowe   | Merrie Melodies | Chuck Jones     | Wilk Ralf i Owczarek Sam          | 30 lipca 1960        | | |
| 868. | Mice Follies                  | Mysie szaleństwa            | Looney Tunes    | Robert McKimson |                                   | 20 sierpnia 1960     | | |
| 869. | From Hare to Heir             | Duże pieniądze              | Merrie Melodies | Friz Freleng    | Bugs, Sam                         | 3 września 1960      | Bugs i Marvin: Kosmiczny królik, Królika Bugsa przygody na maksa (lektor, Od królika do dziedzica)       | |
| 870. | The Dixie Fryer               | Wakacje na południu         | Merrie Melodies | Robert McKimson | Kurak                             | 24 września 1960     | | |
| 871. | Hopalong Casualty             | Podskakująca ofiara         | Looney Tunes    | Chuck Jones     | Wiluś E. i Struś Pędziwiatr       | 8 października 1960  | | |
| 872. | Trip For Tat                  | Podróże koteczka            | Merrie Melodies | Friz Freleng    | Sylwester, Tweety                 | 29 października 1960 | | |
| 873. | Dog Gone People               | Pies, który zszedł na ludzi | Merrie Melodies | Robert McKimson | Elmer                             | 12 listopada 1960    | | Pierwsza kreskówka, w której Hal Smith podkłada głos Elmerowi w wersji angielskiej. |
| 874. | High Note                     | Wysoka nutka                | Looney Tunes    | Chuck Jones     |                                   | 3 grudnia 1960       | | |
| 875. | Lighter Than Hare             | Kosmiczna marchewa          | Merrie Melodies | Friz Freleng    | Bugs, Sam                         | 17 grudnia 1960      | Bugs i Marvin: Kosmiczny królik, Królika Bugsa przygody na maksa (lektor, Lżejszy od królika)            | Polski tytuł według starego dubbingu – Wypchaj się, króliku! |

## 1961
| Nr   | Tytuł oryginalny            | Tytuł polski                  | Seria           | Reżyser         | Postacie                    | Data premiery        | Dostępność VHS i DVD | Uwagi |
| ---- | --------------------------- | ----------------------------- | --------------- | --------------- | --------------------------- | -------------------- | --- | --- |
| 876. | Cannery Woe                 |                               | Looney Tunes    | Robert McKimson | Speedy, Sylwester           | 7 stycznia 1961      | | |
| 877. | Zip 'N Snort                | Śmiganie i sapanie            | Merrie Melodies | Chuck Jones     | Wiluś E. i Struś Pędziwiatr | 21 stycznia 1961     | Gwiazdy Space Jam: Struś Pędziwiatr i Kojot                                                                                                 | Identyczny tytuł posiada stara polska wersja dubbingowa.                                                                    |
| 878. | Hoppy Daze                  | Szczęśliwy dzień              | Looney Tunes    | Robert McKimson | Kangur Skoczek, Sylwester   | 11 lutego 1961       | | |
| 879. | The Mouse On 57th Street    | Mysz z ulicy 57-ej            | Merrie Melodies | Chuck Jones     |                             | 25 lutego 1961       | | Ostatnia kreskówka, do której scenariusz pisał Michael Maltese (według kolejności premier w kinach).                        |
| 880. | Strangled Eggs              | Zniszczyć małego              | Merrie Melodies | Robert McKimson | Kurak, Henry, Prissy        | 18 marca 1961        | Samotny Kurak | Ostatnia kreskówka z Jastrząbkiem Henrym i Kurą Prissy.                                                                     |
| 881. | Birds of a Father           | Nie dajmy się tacie           | Looney Tunes    | Robert McKimson | Sylwester, Sylwester Jr.    | 1 kwietnia 1961      | | |
| 882. | D' Fightin' Ones            | Wspólnicy mimo woli           | Merrie Melodies | Friz Freleng    | Sylwester                   | 22 kwietnia 1961     | | |
| 883. | The Abominable Snow Rabbit  | Antypatyczny śniegun i królik | Looney Tunes    | Chuck Jones     | Bugs, Daffy                 | 20 maja 1961         | Bugs i Daffy: Co jest kaczorku?, Królik Bugs: Mistrz akrobacji                                                                              | |
| 884. | Lickety-Splat               | Poślizg z upadkiem            | Looney Tunes    | Chuck Jones     | Wiluś E. i Struś Pędziwiatr | 3 czerwca 1961       | Przygody Strusia Pędziwiatra (lektor, Uciekające śniadanie)                                                                                 | |
| 885. | A Scent of the Matterhorn   | Powiew miłości                | Looney Tunes    | Chuck Jones     | Pepé, Kotka Penelopa        | 24 czerwca 1961      | Pepe Le Skunks (lektor, Skunks, który mnie kochał)                                                                                          | |
| 886. | The Rebel Without Claws     | Buntownik bez rodowodu        | Looney Tunes    | Friz Freleng    | Sylwester, Tweety           | 15 lipca 1961        | Uroczy Tweety | |
| 887. | Compressed Hare             |                               | Merrie Melodies | Chuck Jones     | Bugs, Wiluś E.              | 29 lipca 1961        | | |
| 888. | The Pied Piper of Guadalupe | Szczurołap z Gwadelupy        | Looney Tunes    | Friz Freleng    | Speedy, Sylwester           | 19 sierpnia 1961     | | |
| 889. | Prince Violent              |                               | Looney Tunes    | Friz Freleng    | Bugs, Sam                   | 2 września 1961      | | Angielski tytuł zmieniony na Prince Varmint z zawartymi nowymi napisami dla telewizyjnej dystrybucji                        |
| 890. | Daffy’s Inn Trouble         | Zajazd na zajazd              | Looney Tunes    | Robert McKimson | Daffy, Prosiak Porky        | 23 września 1961     | Kaczor Daffy (lektor, Daffy karczmarzem), Bugs i Daffy: Co jest kaczorku?, Jak ból głowy trafił Kaczora Daffy (lektor, Kłopoty w zajeździe) | Polski tytuł według starego dubbingu – "Kłopoty Daffy’ego"                                                                  |
| 891. | What’s My Lion?             |                               | Looney Tunes    | Robert McKimson | Elmer                       | 21 października 1961 | | Ostatnia kreskówka, w której głosu Elmerowi użycza Hal Smith, jak również ostatnia klasyczna kreskówka, w której Elmer mówi |
| 892. | Beep Prepared               | Uważaj na klakson             | Merrie Melodies | Chuck Jones     | Wiluś E. i Struś Pędziwiatr | 11 listopada 1961    | Bugs i Struś Pędziwiatr: Uciekinier | Polski tytuł według starego dubbingu – Przygotowany na Bip                                                                  |
| 893. | The Last Hungry Cat         | Ostatni głodomór              | Merrie Melodies | Friz Freleng    | Sylwester, Tweety           | 2 grudnia 1961       | Looney Tunes: Plejada gwiazd, część 4, Looney Tunes Super Gwiazdy: Tweety i Sylwester (lektor, Ostatni głodny kot)                          | |
| 894. | Nelly’s Folly               |                               | Merrie Melodies | Chuck Jones     |                             | 30 grudnia 1961      | | |

## 1962
| Nr                | Tytuł oryginalny              | Tytuł polski                 | Seria           | Reżyser         | Postacie                      | Data premiery        | Dostępność VHS i DVD                                                            | Uwagi |
| ----------------- | ----------------------------- | ---------------------------- | --------------- | --------------- | ----------------------------- | -------------------- | ------------------------------------------------------------------------------- | --- |
| 895.              | Wet Hare                      | Mokry królik                 | Looney Tunes    | Robert McKimson | Bugs, Czarny Jacque Shellaque | 20 stycznia 1962     |                                                                                 | Ostatnia kreskówka z Czarnym Jacquem Shellacquem |
| 896.              | A Sheep in the Deep           |                              | Merrie Melodies | Chuck Jones     | Ralf i Sam                    | 10 lutego 1962       |                                                                                 | |
| 897.              | Fish and Slips                | Przejechać się na rybach     | Looney Tunes    | Robert McKimson | Sylwester, Sylwester Jr.      | 10 marca 1962        |                                                                                 | |
| 898.              | Quackodile Tears              | Kwakodyle łzy                | Merrie Melodies | Arthur Davis    | Daffy                         | 31 marca 1962        | Kaczor Daffy (lektor)                                                           | Ostatnia kreskówka wyreżyserowana przez Arta Davisa |
| 899.              | Crow’s Feat                   |                              | Merrie Melodies | Friz Freleng    | Elmer                         | 21 kwietnia 1962     |                                                                                 | Ostatnia kreskówka z Elmerem Fuddem z klasycznej ery. |
| 900.              | Mexican Boarders              | Meksykańska biesiada         | Looney Tunes    | Friz Freleng    | Speedy, Sylwester             | 12 maja 1962         |                                                                                 | Ostatnia kreskówka z Fafułą Rodriguezem |
| Odcinek Specjalny | Adventures of the Road Runner | Przygody Strusia Pędziwiatra | Looney Tunes    | Chuck Jones     | Wiluś E. i Struś Pędziwiatr   | 2 czerwca 1962       | Struś Pędziwiatr: Najlepsze z najlepszych, część 1 (materiał dodatkowy, napisy) | |
| 901.              | Bill of Hare                  | Diabeski przysmak            | Merrie Melodies | Robert McKimson | Bugs, Diabeł Tasmański        | 9 czerwca 1962       | Gwiazdy Space Jam: Diabeł Tasmański                                             | |
| 902.              | Zoom at the Top               | Wysokie loty                 | Merrie Melodies | Chuck Jones     | Wiluś E. i Struś Pędziwiatr   | 30 czerwca 1962      |                                                                                 | |
| 903.              | The Slick Chick               |                              | Looney Tunes    | Robert McKimson | Kurak                         | 21 lipca 1962        |                                                                                 | |
| 904.              | Louvre Come Back to Me!       | Luwrze, wróć do mnie!        | Looney Tunes    | Chuck Jones     | Pepé, Kotka Penelopa          | 18 sierpnia 1962     | Pepe Le Skunks (lektor, Śmierdziel Luwru)                                       | Ostatnia kreskówka z Pepe Le Swądem i Kotką Penelopą |
| 905.              | Honey's Money                 | Pieniądze żoneczki           | Merrie Melodies | Friz Freleng    | Sam                           | 1 września 1962      |                                                                                 | |
| 906.              | The Jet Cage                  | Klatka odrzutowa             | Looney Tunes    | Friz Freleng    | Sylwester, Tweety             | 22 września 1962     | Bugs i Tweety: Spójrzcie na ptaszka!, Tweety: Nie ma jak w gniazdku             | Ostatnia kreskówka skomponowana przez Milta Franklyna i pierwsza skomponowana przez Williama Lavę. Polski tytuł według starego dubbingu - "Odrzutowa klatka". |
| 907.              | Mother Was a Rooster          | Kwoka amator                 | Merrie Melodies | Robert McKimson | Kurak                         | 20 października 1962 |                                                                                 | Ostatnia wydana kreskówka skomponowana przez Milta Franklyna. Jedyna kreskówka, w której Pies jest antagonistą.                                               |
| 908.              | Good Noose                    |                              | Looney Tunes    | Robert McKimson | Daffy                         | 10 listopada 1962    |                                                                                 | |
| 909.              | Shish-ka-bugs                 | Królik a la król             | Looney Tunes    | Friz Freleng    | Bugs, Sam                     | 8 grudnia 1962       | Bugs i Speedy: Wygrasz dziś, uciekniesz jutro                                   | |
| 910.              | Martian Through Georgia       | Marsjanin w Georgii          | Looney Tunes    | Chuck Jones     |                               | 29 grudnia 1962      |                                                                                 | |

## 1963
Studio animacyjne Warner Bros. zamknięto w 1963 r., ale z powodu zwłoki, nowe kreskówki pojawiały się w kinach do 1964 r.
| Nr   | Tytuł oryginalny       | Tytuł polski                  | Seria           | Reżyser                      | Postacie                    | Data premiery        | Dostępność VHS i DVD                                                                                  | Uwagi |
| ---- | ---------------------- | ----------------------------- | --------------- | ---------------------------- | --------------------------- | -------------------- | --- | --- |
| 911. | I Was a Teenage Thumb  | Byłem Tomciem Paluchem        | Merrie Melodies | Chuck Jones                  |                             | 19 stycznia 1963     | | |
| 912. | Devil’s Feud Cake      | Nieczysta sprawa              | Merrie Melodies | Friz Freleng                 | Bugs, Sam                   | 9 lutego 1963        | | Sequel do kreskówki Szatan czeka z 1954 r. |
| 913. | Fast Buck Duck         | Łatwy kaczy pieniądz          | Merrie Melodies | Robert McKimson              | Daffy                       | 9 marca 1963         | | |
| 914. | The Million Hare       | Za milion dolarów             | Looney Tunes    | Robert McKimson              | Bugs, Daffy                 | 6 kwietnia 1963      | Bugs i Daffy: Co jest kaczorku?, Jak ból głowy trafił Kaczora Daffy (lektor, Królik milioner)         | Polski tytuł według starego dubbingu – "Wielka wygrana" |
| 915. | Mexican Cat Dance      |                               | Looney Tunes    | Friz Freleng                 | Speedy, Sylwester           | 20 kwietnia 1963     | | Sequel do kreskówki Bycza sprawa z 1953 r. |
| 916. | Now Hear This          | Teraz wysłuchaj tego          | Looney Tunes    | Chuck Jones                  |                             | 27 kwietnia 1963     | | Pierwsza kreskówka z abstrakcyjną czołówką Warner Bros. |
| 917. | Woolen Under Where     | Zawodowcy                     | Merrie Melodies | Phil Monroe Richard Thompson | Ralf i Sam                  | 11 maja 1963         | | Ostatnia kreskówka z Wilkiem Ralfem i Owczarkiem Samem. Richard Thompson pracował przy tej kreskówce jako zarówno animator jak i reżyser. |
| 918. | Hare-Breadth Hurry     | Cały ten pośpiech             | Looney Tunes    | Chuck Jones                  | Bugs, Wiluś E.              | 8 czerwca 1963       | | Ostatnia kreskówka z Królikiem Bugsem i Wilusiem E. Kojotem razem |
| 919. | Banty Raids            |                               | Merrie Melodies | Robert McKimson              | Kurak                       | 29 czerwca 1963      | | Ostatnia kreskówka z Psem, a także ostatnia z Kurakiem w roli głównej |
| 920. | Chili Weather          | Kot w sosie chili             | Merrie Melodies | Friz Freleng                 | Speedy, Sylwester           | 17 sierpnia 1963     | Bugs i Speedy: Wygrasz dziś, uciekniesz jutro                                                         | Polski tytuł według starego dubbingu – "Ostra pogoda" |
| 921. | The Unmentionables     | Nierozerwalni                 | Merrie Melodies | Friz Freleng                 | Bugs, Rocky i Mugsy         | 7 września 1963      | Bugs i Struś Pędziwiatr: Uciekinier                                                                   | Ostatnia kreskówka z Rocky'm i Mugsy'm |
| 922. | Aqua Duck              |                               | Merrie Melodies | Robert McKimson              | Daffy                       | 28 września 1963     | | |
| 923. | Mad as a Mars Hare     | Szalony jak marsjański królik | Merrie Melodies | Chuck Jones                  | Bugs, Marvin                | 19 października 1963 | Bugs i Marvin: Kosmiczny królik, Królika Bugsa przygody na maksa (lektor, Szalony jak marsowy królik) | Ostatnia kreskówka z Marsjaninem Marwinem. Polski tytuł według starego dubbingu – "Jak pijany zając" |
| 924. | Claws in the Lease     | Problemy z mieszkaniem        | Merrie Melodies | Robert McKimson              | Sylwester, Sylwester Jr.    | 9 listopada 1963     | | |
| 925. | Transylvania 6-5000    | Droga do Pensylwanii          | Merrie Melodies | Chuck Jones                  | Bugs                        | 30 listopada 1963    | | |
| 926. | To Beep or Not to Beep | Trąbić czy nie trąbić         | Merrie Melodies | Chuck Jones                  | Wiluś E. i Struś Pędziwiatr | 28 grudnia 1963      | Looney Tunes: Plejada gwiazd, część 4                                                                 | Ostatnia kreskówka wyreżyserowana przez Chucka Jonesa (według kolejności produkcji). Zawiera animację z odcinka specjalnego Przygody Strusia Pędziwiatra, lecz ze zmienioną ścieżką dźwiękową. Polski tytuł według starego dubbingu – "Bipać czy nie bipać". |

## 1964
Począwszy od kreskówki Señorella and the Glass Huarache, wszystkie kreskówki korzystają z "abstrakcyjnej czołówki Warner Bros." Łatwy do zauważenia jest także fakt, że wszystkie kreskówki bez "abstrakcyjnej czołówki Warner Bros." zawierają przynajmniej dwie postacie główne, którymi zazwyczaj są Królik Bugs lub Sylwester (z wyjątkiem kreskówki War and Pieces, gdzie występują Wiluś E. i Struś Pędziwiatr).
| Nr   | Tytuł oryginalny                 | Tytuł polski                  | Seria           | Reżyser         | Postacie                              | Data premiery        | Dostępność VHS i DVD | Uwagi |
| ---- | -------------------------------- | ----------------------------- | --------------- | --------------- | ------------------------------------- | -------------------- | --- | --- |
| 927. | Dumb Patrol                      | Patrol                        | Looney Tunes    | Gerry Chiniquy  | Bugs, Porky, Sam                      | 18 stycznia 1964     | | Ostatnia kreskówka z Yosemitem Samem i Królikiem Bugsem razem. Pierwsza kreskówka wyreżyserowana przez Gerry’ego Chiniquya. Jedyna kreskówka z Porky'm i Samem razem.                                                                         |
| 928. | A Message to Gracias             | Meldunek do generała Graciasa | Looney Tunes    | Robert McKimson | Speedy, Sylwester                     | 8 lutego 1964        | | |
| 929. | Bartholomew Versus the Wheel     | Bartłomiej – pies na koła     | Merrie Melodies | Robert McKimson |                                       | 29 lutego 1964       | | Zawiera abstrakcyjną czołówkę |
| 930. | Freudy Cat                       | Koci psychoanalityk           | Looney Tunes    | Robert McKimson | Skoczek, Sylwester, Sylwester Jr.     | 14 marca 1964        | | Ostatnia kreskówka z Kangurem Skoczkiem i Sylwestrem Juniorem |
| 931. | Dr. Devil and Mr. Hare           | Doktor Diabeł i Pan Bugs      | Merrie Melodies | Robert McKimson | Bugs, Taz                             | 28 marca 1964        | Gwiazdy Space Jam: Diabeł Tasmański, Taz w dżungli, Królika Bugsa przygody na maksa (lektor, Doktor Diabeł i Pan Królik) | Ostatnia kreskówka z Diabłem Tasmańskim z klasycznej ery. Polski tytuł według starego dubbingu – "Dr Diabeł i Mr. Królik". |
| 932. | Nuts and Volts                   |                               | Looney Tunes    | Friz Freleng    | Speedy, Sylwester                     | 25 kwietnia 1964     | | |
| 933. | The Iceman Ducketh               | Kaczor w zimie                | Looney Tunes    | Phil Monroe     | Bugs, Daffy                           | 16 maja 1964         | Bugs i Daffy: Co jest kaczorku?, Jak ból głowy trafił Kaczora Daffy (lektor, Iceman robi unik)                           | Ostatnia kreskówka wyreżyserowana przez Phila Monroe. Ostatnia kreskówka z Bugsem i Daffy'm razem. Polski tytuł według starego dubbingu – "Kaczka na zimowym polowaniu".                                                                      |
| 934. | War and Pieces                   | Wojna i spokój                | Looney Tunes    | Chuck Jones     | Wiluś E. i Struś Pędziwiatr           | 6 czerwca 1964       | | Ostatnia wydana kreskówka, w której reżyserem jest Chuck Jones |
| 935. | Hawaiian Aye Aye                 | Hawajskie harce               | Merrie Melodies | Gerry Chiniquy  | Sylwester, Tweety                     | 27 czerwca 1964      | Uroczy Tweety | Ostatnia kreskówka z Tweetym z klasycznej ery. Ostatnia kreskówka z serii Merrie Melodies z "tarczową" czołówką. Ostatnia kreskówka wyreżyserowana przez Gerry’ego Chiniquya. Polski tytuł według starego dubbingu - "Hawaje Aje Aje".        |
| 936. | False Hare                       | Wilk w króliczej skórze       | Looney Tunes    | Robert McKimson | Bugs, Wilk Charles, Kurak (gościnnie) | 16 lipca 1964        | Bugs i Speedy: Wygrasz dziś, uciekniesz jutro, Królika Bugsa przygody na maksa (lektor, Fałszywy królik)                 | Ostatnia kreskówka z "tarczową" czołówką. Ostatnia kreskówka z Królikiem Bugsem, Wilkiem Charlesem i Kurakiem (gościnnie). Ostatnia kreskówka z Królikiem Bugsem z klasycznej ery. Polski tytuł według starego dubbingu – "Farbowany królik". |
| 937. | Señorella and the Glass Huarache |                               | Looney Tunes    | Hawley Pratt    |                                       | 1 sierpnia 1964      | | Jedyna kreskówka wyreżyserowana przez Hawleya Pratta |
| 938. | Pancho's Hideaway                | Kryjówka Pancha               | Looney Tunes    | Friz Freleng    | Speedy, Sam                           | 24 października 1964 | | Ostatnia kreskówka z Yosemitem Samem. Jedyna kreskówka z Samem i Speedy'm razem. Pierwsza kreskówka wyprodukowana przez DePatie-Freleng Enterprises                                                                                           |
| 939. | Road To Andalay                  | Polowanie z sokołem           | Merrie Melodies | Friz Freleng    | Speedy, Sylwester                     | 26 grudnia 1964      | | |

## 1965
We wszystkich kreskówkach (poza kreskówką Zawzięty kocur) w roli głównej występują Daffy lub Wiluś E. i Struś Pędziwiatr. Wszystkie kreskówki wyreżyserowane przez Rudy’ego Larrivę są produkowane przez Format Films.
| Nr   | Tytuł oryginalny                           | Tytuł polski                   | Seria           | Reżyser                     | Postacie                                       | Data premiery        | Dostępność VHS i DVD                                                                              | Uwagi |
| ---- | ------------------------------------------ | ------------------------------ | --------------- | --------------------------- | ---------------------------------------------- | -------------------- | ------------------------------------------------------------------------------------------------- | --- |
| 940. | Zip-Zip-Hooray                             |                                | Looney Tunes    | Chuck Jones (niewymieniony) | Wiluś E. i Struś Pędziwiatr                    | 1 stycznia 1965      |                                                                                                   | Zawiera animację wziętą z odcinka specjalnego Przygody Strusia Pędziwiatra z niezmienioną muzyką |
| 941. | It's Nice to Have a Mouse Around the House | Mysz w domu nie wadzi nikomu   | Looney Tunes    | Friz Freleng Hawley Pratt   | Daffy, Babcia, Speedy, Sylwester               | 16 stycznia 1965     |                                                                                                   | Pierwsza kreskówka, w której występują razem Daffy, Speedy, Sylwester i Babcia |
| 942. | Cats And Bruises                           | Koty i siniaki                 | Merrie Melodies | Friz Freleng                | Speedy, Sylwester                              | 30 stycznia 1965     | Speedy Gonzales (lektor - Zawzięty kocur)                                                         | |
| 943. | Road Runner a Go-Go                        |                                | Merrie Melodies | Chuck Jones (niewymieniony) | Wiluś E. i Struś Pędziwiatr                    | 1 lutego 1965        |                                                                                                   | Ostatnia kreskówka, w której Wiluś E. Kojot mówi. Zawiera animację wziętą z odcinka specjalnego Przygody Strusia Pędziwiatra z niezmienioną muzyką. Ostatnia kreskówka wyreżyserowana przez Chucka Jonesa (według kolejności premier w kinach). |
| 944. | The Wild Chase                             | Szalony pościg                 | Merrie Melodies | Friz Freleng Hawley Pratt   | Speedy, Sylwester, Wiluś E. i Struś Pędziwiatr | 27 lutego 1965       | Bugs i Speedy: Wygrasz dziś, uciekniesz jutro                                                     | Ostatnia kreskówka, w której Speedy i Sylwester występują razem. Ostatnia kreskówka wyreżyserowana przez Friza Frelenga. Ostatnia kreskówka, w której Sylwester jest postacią główną. Jedyna kreskówka z Wilusiem E. i Strusiem Pędziwiatrem, w której występują razem z Sylwestrem i Speedy'm. Jedyna kreskówka z Wilusiem E. i Strusiem Pędziwiatrem wyreżyserowana przez Friza Frelenga. Polski tytuł według starego dubbingu – "Szalony wyścig". |
| 945. | Moby Duck                                  |                                | Looney Tunes    | Robert McKimson             | Daffy, Speedy                                  | 27 marca 1965        |                                                                                                   | Pierwsza kreskówka, w której Daffy jest pełnowymiarowym łotrem |
| 946. | Assault and Peppered                       | Pojedynek na kule              | Merrie Melodies | Robert McKimson             | Daffy, Speedy                                  | 24 kwietnia 1965     | Speedy Gonzales (lektor, Jak dosolić kaczorowi), Bugs i Speedy: Wygrasz dziś, uciekniesz jutro    | Polski tytuł według starego dubbingu – Wyzwany i przegrany |
| 947. | Well Worn Daffy                            |                                | Looney Tunes    | Robert McKimson             | Daffy, Speedy                                  | 22 maja 1965         |                                                                                                   | |
| 948. | Suppressed Duck                            | Postrzelony kaczor             | Looney Tunes    | Robert McKimson             | Daffy                                          | 18 czerwca 1965      | Bugs i Daffy: Co słychać kaczorku?, Jak ból głowy trafił Kaczora Daffy (lektor, Kaczka dziwaczka) | Jedna z tylko dwóch kreskówek wydanych w tym roku, w których występuje tylko jedna postać |
| 949. | Corn on the Cop                            | Huzia na babcię                | Merrie Melodies | Irv Spector                 | Daffy, Babcia, Porky                           | 24 lipca 1965        |                                                                                                   | Jedyna kreskówka wyreżyserowana przez Irva Spectora. Ostatnia kreskówka z Babcią i Porky'm. Ostatnia kreskówka z Daffy'm, Porky'm i Babcią razem. Ostatnia kreskówka, w której występują trzy lub więcej postaci. |
| 950. | Rushing Roulette                           | Pędząca ruletka                | Merrie Melodies | Robert McKimson             | Wiluś E. i Struś Pędziwiatr                    | 31 lipca 1965        |                                                                                                   | Pierwsza kreskówka z Wilusiem E. i Strusiem Pędziwiatrem wyreżyserowana przez Roberta McKimsona |
| 951. | Run, Run, Sweet Road Runner                | Pędź jak wiatr, słodki struśku | Merrie Melodies | Rudy Larriva                | Wiluś E. i Struś Pędziwiatr                    | 21 sierpnia 1965     | Bugs i Struś Pędziwiatr: Uciekinier                                                               | Pierwsza kreskówka wyprodukowana przez Format Films. Pierwsza kreskówka z Wilusiem E. i Strusiem Pędziwiatrem wyreżyserowana przez Rudy’ego Larrivę. Polski tytuł według starego dubbingu – "Pędź, pędź, słodki pędziwietrze". |
| 952. | Tease for Two                              | Herbatka z susłami             | Looney Tunes    | Robert McKimson             | Daffy, Stuknięte Susły                         | 28 sierpnia 1965     |                                                                                                   | Ostatnia kreskówka ze Stukniętymi Susłami. Jedyna kreskówka, w której Daffy i Stuknięte Susły występują razem. |
| 953. | Tired and Feathered                        | Zmęczony i upierzony           | Looney Tunes    | Rudy Larriva                | Wiluś E. i Struś Pędziwiatr                    | 18 września 1965     |                                                                                                   | Wyprodukowane przez Format Films |
| 954. | Boulder Wham!                              | Oberwać kamieniem              | Merrie Melodies | Rudy Larriva                | Wiluś E. i Struś Pędziwiatr                    | 9 października 1965  |                                                                                                   | Wyprodukowane przez Format Films |
| 955. | Chili Corn Corny                           |                                | Looney Tunes    | Robert McKimson             | Daffy, Speedy                                  | 23 października 1965 |                                                                                                   | |
| 956. | Just Plane Beep                            | Tylko zaplanuj bip             | Merrie Melodies | Rudy Larriva                | Wiluś E. i Struś Pędziwiatr                    | 30 października 1965 |                                                                                                   | Wyprodukowane przez Format Films |
| 957. | Hairied and Hurried                        |                                | Merrie Melodies | Rudy Larriva                | Wiluś E. i Struś Pędziwiatr                    | 13 listopada 1965    |                                                                                                   | Wyprodukowane przez Format Films |
| 958. | Go Go Amigo                                | Gazu, przyjacielu              | Merrie Melodies | Robert McKimson             | Daffy, Speedy                                  | 20 listopada 1965    |                                                                                                   | Ostatnia kreskówka, w której Daffy występuje jako pełnowymiarowy łotr |
| 959. | Highway Runnery                            | Pirat drogowy                  | Looney Tunes    | Rudy Larriva                | Wiluś E. i Struś Pędziwiatr                    | 11 grudnia 1965      | Bugs i Struś Pędziwiatr: Uciekinier                                                               | Wyprodukowane przez Format Films. Polski tytuł według starego dubbingu – "Szaleniec szos". |
| 960. | Chaser on the Rocks                        | Coś dla ochłody                | Merrie Melodies | Rudy Larriva                | Wiluś E. i Struś Pędziwiatr                    | 25 grudnia 1965      |                                                                                                   | Wyprodukowane przez Format Films |

## 1966
| Nr   | Tytuł oryginalny      | Tytuł polski        | Seria           | Reżyser         | Postacie                             | Data premiery    | Dostępność VHS i DVD                              | Uwagi |
| ---- | --------------------- | ------------------- | --------------- | --------------- | ------------------------------------ | ---------------- | ------------------------------------------------- | --- |
| 961. | The Astroduck         | Kosmiczny kaczor    | Looney Tunes    | Robert McKimson | Daffy, Speedy                        | 1 stycznia 1966  | Kaczor Daffy (lektor, Astrokaczor)                | |
| 962. | Shot and Bothered     |                     | Looney Tunes    | Rudy Larriva    | Wiluś E. i Struś Pędziwiatr          | 8 stycznia 1966  |                                                   | Wyprodukowane przez Format Films |
| 963. | Out and Out Rout      | Sposób na strusia   | Merrie Melodies | Rudy Larriva    | Wiluś E. i Struś Pędziwiatr          | 29 stycznia 1966 |                                                   | Wyprodukowane przez Format Films |
| 964. | Muchos Locos          |                     | Merrie Melodies | Robert McKimson | Daffy, Speedy                        | 5 lutego 1966    |                                                   | Jedyna kreskówka skomponowana przez Hermana Steina |
| 965. | The Solid Tin Coyote  | Solidny kojot       | Looney Tunes    | Rudy Larriva    | Wiluś E. i Struś Pędziwiatr          | 19 lutego 1966   |                                                   | Wyprodukowane przez Format Films |
| 966. | Mexican Mousepiece    |                     | Merrie Melodies | Robert McKimson | Daffy, Speedy                        | 26 lutego 1966   |                                                   | |
| 967. | Clippety Clobbered    | Kłopoty ze strusiem | Looney Tunes    | Rudy Larriva    | Wiluś E. i Struś Pędziwiatr          | 12 marca 1966    |                                                   | Wyprodukowane przez Format Films. Ostatnia kreskówka z Wilusiem E. Strusiem Pędziwiatrem wyreżyserowana przez Rudy’ego Larrivę.                                                                   |
| 968. | Daffy Rents           | Daffy do wynajęcia  | Looney Tunes    | Robert McKimson | Daffy, Speedy                        | 26 marca 1966    | Speedy Gonzales (lektor, Kaczor Daffy usługowcem) | Jedyna kreskówka skomponowana przez Irvinga Gretza |
| 969. | A-Haunting We Will Go |                     | Looney Tunes    | Robert McKimson | Daffy, Speedy, Wiedźma Hazel         | 16 kwietnia 1966 |                                                   | Ostatnia kreskówka z Wiedźmą Hazel. Sequel do kreskówki Zmiataj, króliczku z 1956 r. Zawiera animacje z kreskówek Zmiataj, króliczku oraz Wariacje animacji, lecz ze zmienioną ścieżką dźwiękową. |
| 970. | Snow Excuse           |                     | Merrie Melodies | Robert McKimson | Daffy, Speedy                        | 21 maja 1966     |                                                   | |
| 971. | A Squeak in the Deep  |                     | Looney Tunes    | Robert McKimson | Daffy, Speedy                        | 19 lipca 1966    |                                                   | Pierwsza kreskówka skomponowana przez Waltera Greene'a |
| 972. | Feather Finger        |                     | Merrie Melodies | Robert McKimson | Daffy, Speedy                        | 20 sierpnia 1966 |                                                   | |
| 973. | Swing Ding Amigo      |                     | Looney Tunes    | Robert McKimson | Daffy, Speedy                        | 17 września 1966 |                                                   | |
| 974. | Sugar and Spies       | Słodkie szpiegostwo | Looney Tunes    | Robert McKimson | Wiluś E. i Struś Pędziwiatr          | 5 listopada 1966 |                                                   | Ostatnia kreskówka ze Strusiem Pędziwiatrem i Wilusiem E. Kojotem |
| 975. | A Taste of Catnip     | Smak kocimiętki     | Merrie Melodies | Robert McKimson | Daffy, Speedy, Sylwester (gościnnie) | 3 grudnia 1966   |                                                   | Ostatnia kreskówka z Sylwestrem (2 krótkie występy) |

## 1967
W 1967 r., Seven Arts, które przejęło Warner Bros., zdecydowało się, aby ponownie wznowić produkcję kreskówek, z Williamem L. Hendricksem jako producentem i Alexem Lovym jako reżyserem. We wszystkich kreskówkach występują Daffy i Speedy (z wymienionymi wyjątkami). Wszystkie kreskówki wyprodukowane przez Format Films są wyreżyserowane przez Rudy’ego Larrivę. Kreskówki "DePatie-Freleng Enterprises" są wyreżyserowane przez Roberta McKimsona. Wszystkie kreskówki po tegorocznej czwartej są wyreżyserowane przez Alexa Lovy’ego w Warner Bros. Animation.
| Nr   | Tytuł oryginalny       | Tytuł polski           | Seria           | Reżyser         | Postacie                      | Data premiery        | Dostępność VHS i DVD                     | Uwagi |
| ---- | ---------------------- | ---------------------- | --------------- | --------------- | ----------------------------- | -------------------- | ---------------------------------------- | --- |
| 976. | Daffy’s Diner          | Obiad Daffy’ego        | Merrie Melodies | Robert McKimson | Daffy, Speedy                 | 21 stycznia 1967     |                                          | Ostatnia kreskówka wyprodukowana przez DePatie-Freleng Enterprises. Ostatnia kreskówka skomponowana przez Waltera Greene'a                                   |
| 977. | Quacker Tracker        | Kaczor tropiciel       | Looney Tunes    | Rudy Larriva    | Daffy, Speedy                 | 29 kwietnia 1967     | Speedy Gonzales (lektor)                 | Wyprodukowane przez Format Films. Pierwsza kreskówka produkcji Herberta Klynna. Jedyna kreskówka skomponowana przez Franka Perkinsa                          |
| 978. | The Music Mice-Tro     |                        | Merrie Melodies | Rudy Larriva    | Daffy, Speedy                 | 27 maja 1967         |                                          | Wyprodukowane przez Format Films. Pierwsza kreskówka produkcji Williama L. Hendricksa                                                                        |
| 979. | The Spy Swatter        |                        | Looney Tunes    | Rudy Larriva    | Daffy, Speedy                 | 24 czerwca 1967      |                                          | Ostatnia kreskówka wyprodukowana przez Format Films. Ostatnia kreskówka produkcji Herberta Klynna. Ostatnia kreskówka wyreżyserowana przez Rudy’ego Larrivę. |
| 980. | Speedy Ghost to Town   |                        | Merrie Melodies | Alex Lovy       | Daffy, Speedy                 | 29 lipca 1967        |                                          | Pierwsza kreskówka wyprodukowana przez Warner Bros. Animation od trzech lat. Pierwsza kreskówka wyreżyserowana przez Alexa Lovy’ego.                         |
| 981. | Rodent to Stardom      |                        | Looney Tunes    | Alex Lovy       | Daffy, Speedy                 | 23 września 1967     |                                          | Pierwsza kreskówka pod prawem Warner Bros.-Seven Arts, mimo że wciąż korzysta z "abstrakcyjnej czołówki Warner Bros."                                        |
| 982. | Go Away Stowaway       |                        | Merrie Melodies | Alex Lovy       | Daffy, Speedy                 | 30 września 1967     |                                          | Ostatnia kreskówka z "abstrakcyjną czołówką Warner Bros." |
| 983. | Cool Cat               |                        | Looney Tunes    | Alex Lovy       | Trykogrys, Pułkownik Rympałek | 14 października 1967 |                                          | Pierwsza kreskówka z abstrakcyjną czołówką "W7" i zmienioną muzyką czołówkową. Debiut Trykogrysa i Pułkownika Rympałka.                                      |
| 984. | Merlin the Magic Mouse | Merlin - Magiczna Mysz | Merrie Melodies | Alex Lovy       | Merlin i Drugoplanowiec       | 18 listopada 1967    |                                          | Debiut Merlina, magicznej myszy i Drugoplanowca |
| 985. | Fiesta Fiasco          | Fiesta niespodzianka   | Looney Tunes    | Alex Lovy       | Daffy, Speedy                 | 9 grudnia 1967       | Speedy Gonzales (lektor, Zepsuta zabawa) | |

## 1968
Wszystkie kreskówki są reżyserii Alexa Lovy’ego, poza kreskówką Bunny and Claude (We Rob Carrot Patches).
| Nr   | Tytuł oryginalny                         | Tytuł polski    | Seria           | Postacie                      | Data premiery        | Dostępność VHS i DVD | Uwagi |
| ---- | ---------------------------------------- | --------------- | --------------- | ----------------------------- | -------------------- | -------------------- | --- |
| 986. | Hocus Pocus Pow Wow                      |                 | Looney Tunes    | Merlin i Drugoplanowiec       | 13 stycznia 1968     |                      | |
| 987. | Norman Normal                            | Norman Normalny | Patrz: Uwagi    | Norman, Szef                  | 3 lutego 1968        |                      | Kreskówka wydana jako "odcinek specjalny". Nie jest ani z serii Looney Tunes, ani Merrie Melodies. Jako muzyka czołówkowa została użyta zawarta w kreskówce piosenka.                                |
| 988. | Big Game Haunt                           |                 | Merrie Melodies | Trykogrys, Pułkownik Rympałek | 10 lutego 1968       |                      | |
| 989. | Skyscraper Caper                         |                 | Looney Tunes    | Daffy, Speedy                 | 9 marca 1968         |                      | Jedyna kreskówka, w której Daffy i Speedy nie są do końca przedstawieni jako wrogowie |
| 990. | Hippydrome Tiger                         |                 | Looney Tunes    | Trykogrys, Pułkownik Rympałek | 30 marca 1968        |                      | |
| 991. | Feud with a Dude                         |                 | Merrie Melodies | Merlin i Drugoplanowiec*      | 25 maja 1968         |                      | |
| 992. | See Ya Later Gladiator                   |                 | Looney Tunes    | Daffy, Speedy                 | 29 czerwca 1968      |                      | Ostatnia kreskówka nie tylko z Daffy'm i Speedy'm, ale również z jakimikolwiek wcześniej dobrze znanymi postaciami. Jedna z dwóch kreskówek zawierająca inną wersję "The Merry-Go-Round Broke Down". |
| 993. | 3 Ring Wing Ding                         |                 | Looney Tunes    | Trykogrys, Pułkownik Rympałek | 24 sierpnia 1968     |                      | Ostatnia kreskówka z Pułkownikiem Rympałkiem. Jedna z dwóch kreskówek zawierająca inną wersję "The Merry-Go-Round Broke Down".                                                                       |
| 994. | Flying Circus                            |                 | Looney Tunes    |                               | 12 października 1968 |                      | |
| 995. | Bunny and Claude (We Rob Carrot Patches) | Bunny i Claude  | Looney Tunes    | Bunny i Claude*               | 23 listopada 1968    |                      | Reżyseria: Robert McKimson Debiut Bunny i Claude’a |
| 996. | Chimp and Zee                            | Chimp i Zee     | Merrie Melodies | Chimp i Zee*                  | 30 listopada 1968    |                      | Ostatnia kreskówka wyreżyserowana przez Alexa Lovy’ego |

- Planowane jako serie, ale niezrealizowane z powodu zamknięcia studia animacyjnego Warner Bros. kilka miesięcy po zakończeniu prac.

## 1969
Wszystkie kreskówki są wyreżyserowane przez Roberta McKimsona. Studio animacyjne Warner Bros.-Seven Arts zostało w końcu zamknięte w 1969 r. Ostatnią kreskówką Warner Bros. była Injun Trouble do 1979 r., kiedy Taras Termitów został ponownie otwarty w Burbank.
| Nr    | Tytuł oryginalny               | Tytuł polski | Seria           | Postacie                        | Data premiery    | Uwagi |
| ----- | ------------------------------ | ------------ | --------------- | ------------------------------- | ---------------- | --- |
| 997.  | The Great Carrot Train Robbery |              | Merrie Melodies | Bunny i Claude                  | 25 stycznia 1969 | Ostatnia kreskówka Warner Bros. z oryginalnej ery (1930–1969), w której głosu użyczał Mel Blanc. Ostatnia kreskówka z Bunny i Claude’em.                                                                |
| 998.  | Fistic Mystic                  |              | Looney Tunes    | Merlin i Drugoplanowiec         | 22 marca 1969    | Zawiera inną, tylko raz użytą wersję "The Merry-Go-Round Broke Down". |
| 999.  | Rabbit Stew and Rabbits Too    |              | Looney Tunes    | Królik Rapid i Lis Quick Brown* | 7 czerwca 1969   | |
| 1000. | Shamrock and Roll              |              | Merrie Melodies | Merlin i Drugoplanowiec         | 28 czerwca 1969  | Ostatnia kreskówka z Merliniem, magiczną myszą i Drugoplanowcem. |
| 1001. | Bugged by a Bee                |              | Looney Tunes    | Trykogrys                       | 9 sierpnia 1969  | Ostatnia kreskówka z serii Looney Tunes z "klasycznej" ery. |
| 1002. | Injun Trouble                  |              | Merrie Melodies | Trykogrys                       | 20 września 1969 | Ostatnia kreskówka z serii Merrie Melodies z "klasycznej" ery, a zarazem ostatnia kreskówka Warner Bros. z "klasycznej" ery. Ostatnia kreskówka z Trykogrysem i wyreżyserowana przez Roberta McKimsona. |